# Parafia św. Maksymiliana Kolbego w Osowie
Parafia Świętego Maksymiliana Marii Kolbego – rzymskokatolicka parafia w Osowie. Należy do dekanatu bruskiego diecezji pelplińskiej.
Przynależność miejscowości do parafii:
Białe Błoto, Niebo, Osówko, Popia Góra, Rudziny